# Quinto Cecílio Metelo Céler
Quinto Cecílio Metelo Céler (103–59 a.C.; em latim: Quintus Caecilius Metellus Celer) foi um político da gente Cecília Metela da República Romana eleito cônsul em 60 a.C. com Lúcio Afrânio.

## Família

Mapa da região oriental da República Romana na década de, mostrando o Reino do Ponto, o Reino da Armênia e a Albânia, onde Metelo Céler conseguiu uma vitória no exército de Pompeu

Era neto de Lúcio Cecílio Metelo Diademado, cônsul em 117 a.C., foi adotado por um sobrinho dele, Metelo Nepos, o Velho, cônsul em 98 a.C.. É possível ainda que fosse filho biológico de Nepos e, portanto, irmão de Metelo Nepos, o Jovem, cônsul em 57 a.C.. A dúvida emerge tanto em Cícero quanto em Ascônio, pois ambos chamam Metelo Céler de "frater" (irmão ou primo) de Metelo Nepos, o Jovem, e Ascônio acrescenta que ele seria filho de Metelo Nepos, o Velho, neto de Metelo Baleárico e bisneto de Metelo Macedônico.

## Carreira
Foi tribuno da plebe em 72 ou 71 a.C. e edil plebeu em 67 a.C.. No ano seguinte, serviu como legado no exército de Pompeu na Ásia durante a Terceira Guerra Mitridática e repeliu um ataque dos albaneses dirigidos por seu rei Oroeses. Voltou a Roma e foi eleito pretor em 63 a.C., o mesmo ano no qual Cícero foi cônsul. Apoiou o partido aristocrático (optimates).
Em 63 a.C., foi eleito pretor e áugure, distinguindo-se pela interrupção, com um pretexto no processo de Caio Rabírio depois do homicídio do tribuno da plebe Lúcio Apuleio Saturnino trinta e sete anos antes. Durante a Conspiração de Catilina, serviu em Piceno e na região dos sênones. Bloqueou o caminho até os Apeninos, obrigando Catilina a enfrentar o cônsul Caio Antônio Híbrida, que marchava sobre a Etrúria, na Batalha de Pistoia (62 a.C.).
Em 62 a.C., foi propretor com o título de procônsul na província da Gália Cisalpina depois que Cícero renunciou ao cargo por não desejar sair de Roma. Apesar de Metelo e Cícero terem sido aliados, Céler ficou enfurecido depois que o grande orador passou a atacar seu irmão Quinto Cecílio Metelo Nepos, o Jovem.

## Cônsul (60 a.C.)

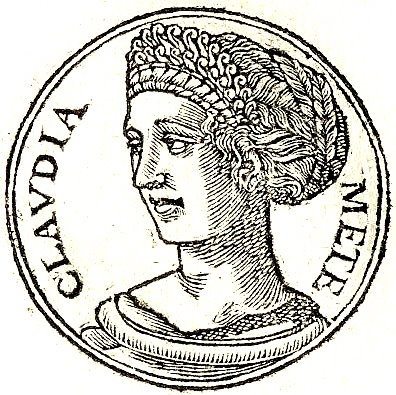
Clódia, a esposa de Metelo Céler, conhecida por sua beleza e por sua licenciosidade.
Gravura no Promptuarii Iconum Insigniorum (1553).

Metelo foi eleito cônsul para o ano seguinte com Lúcio Afrânio, um partidário da facção dos populares de Pompeu. Por sua influência, impediu a celebração da Compitália, que um tribuno da plebe queria celebrar contra um "Senatus consultum ultimum" proibindo-a. No final do ano, bloqueou, com outro senadores (entre eles Catão, o Jovem), os pedidos dos publicanos de redução dos impostos pelas terras na Ásia. Sua petição foi rechaçada, mas Júlio César concedeu-lhes posteriormente, em 59 a.C., o pedido mediante um projeto de lei apresentado na Assembleia do povo justamente para este fim.
Desde o início um aliado de Pompeu, trocou a sua orientação política durante seu consulado por considerar uma terrível infâmia o divórcio de Pompeu de cunhada Múcia Tércia por acusações de traição (obra de Júlio César). Pompeu estava ansioso para ratificar seus atos na Ásia e para conseguir uma distribuição de terras para seus soldados veteranos, mas Afrânio não tinha nem capacidade e nem energia suficiente para levar adiante estes planos. Metelo acabou frustrando seus planos, já que Pompeu era considerado, naquele momento, o inimigo mais formidável dos optimates. Foi esta oposição que levou Pompeu aos braços de César e, portanto, colocou em marcha os eventos que levariam ao fim da República Romana. Metelo se opôs também à lei agrária do tribuno Lúcio Flávio, chegando ao ponto de ordenar sua prisão, mas nem assim conseguiu vencer seus adversários, mas finalmente a lei foi retirada.
Atuou com tanta energia e decisão em favor da aristocracia que Cícero o chamou de "cônsul egrégio" e, apesar de não ter, a princípio, não se opôs à adoção de Clódio por uma família plebeia por não dar importância ao assunto, ao perceber que Clódio iria favorecer a causa dos populares, Metelo se opôs a seu plano usando todo o seu poder, mesmo estando casado com Clódia, a irmã de Clódio.
Como existia uma ameaça de guerra nas Gálias, o Senado determinou que os cônsules deveriam, por sorteio, assumir o governo destas províncias, mas Metelo, aparentemente não chegou a sair de Roma em 59 a.C.. Morreu tão repentinamente neste mesmo ano, que se supôs que havia sido envenenado por Clódia, filha de Ápio Cláudio Pulcro e Cecília Metela Baleárica, a Jovem. Sua esposa era uma autêntica libertina, amante de seu irmão, Clódio, de Marco Célio Rufo, do poeta lírico Caio Valério Cátulo (que a mencionou em seus poemas como "Lésbia") e muitos outros. Metelo foi provavelmente pai de uma filha, Cecília Metela Céler, casada com Públio Cornélio Lêntulo Espínter, cônsul em 57 a.C..